# Mažoretka

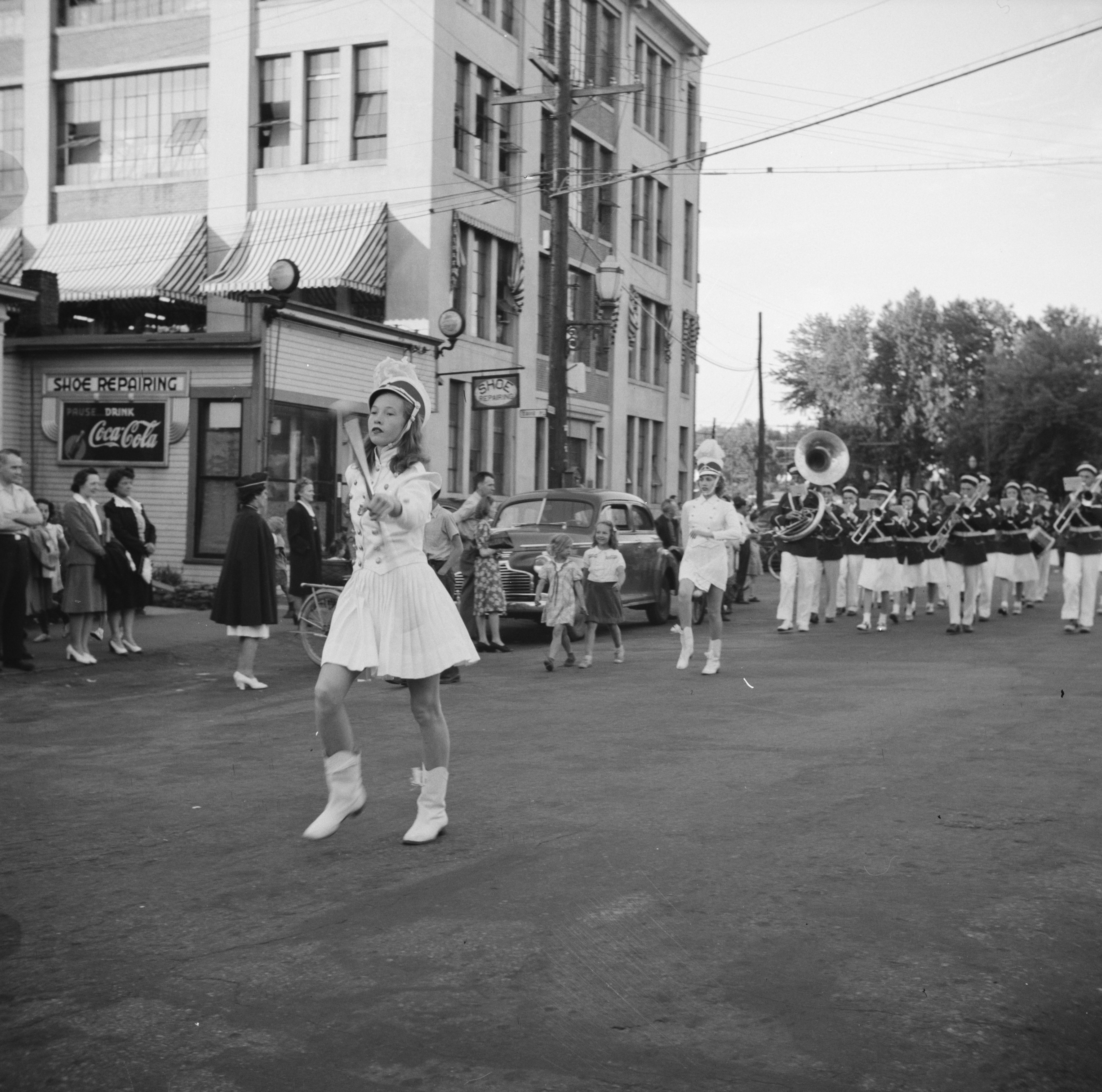
Mažoretky vedoucí dechovou hudbu (USA, mezi 1935 a 1945)

V tradiční podobě je mažoretka (z francouzského majorette) označení ženy nebo dívky, která  pochoduje před kapelami během průvodů a předvádí ve skupině nebo sólově pohybová vystoupení. Jejími typickými vnějšími znaky jsou uniforma a hůlka („baton“, původně taktovka).
Z tohoto tradičního pojmu se vyvinulo moderní sportovní odvětví, patřící k estetickým sportům, jako je tanec, krasobruslení apod. Náčiním mohou být buďto hůlka („baton“), třásně („pompomy“), vlajka („flag“) či další rekvizity.

## Historie
Názory na vznik mažoretek se různí, za místo jejich původu se uvádí Porýní, kde během karnevalu tančily dívky, tzv. Mariechen. Ty též parodovaly pruskou okupaci Porýní (1819).Mažoretkový sport se začal dále vyvíjet od roku 1994.
Koncem 19. a začátkem 20. století defilovaly v USA první ženské pochodové kapely s „majorem“, který udával rytmus holí. Ve stylu prezentačních cvičení s puškou začaly ženy otáčet touto holí a provádět triky. Ženské bubenické „majory“ byly známé jako „drum major girls“, později bubenické mažoretky nebo prostě mažoretky. Ve 40. letech 20. století byly ve Spojených státech stále běžnější skupinky dívek v průvodech, ve kterých několik účastnic žonglovalo s holí. Po druhé světové válce se tento zvyk dostal i do Evropy.

## Mažoretkový sport

### Kategorie mažoretek
Mažoretky se dělí na dvě hlavní kategorie.
1. Klasická mažoretka – snaží se udržet charakteristické rysy vystoupení mažoretek. Klade důraz na techniku pochodu a držení těla, a to především v rámci pochodového defilé s doprovodem dnes už jakékoli hudby. Pronikají sem však taneční prvky, kostýmy by měly vycházet z tradiční uniformy s kozačkami a lodičkou na hlavě. Klasická mažoretka tančí ve skupině. Dělí se i na jednotlivce (sólovou mažoretku) a duo ve kterém účinkují dvě. Od 10 jsou to skupiny (klasické mažoretky) a od 4 do 7 "miniformace".
2. Moderní mažoretka - jedná se o modernější odvětví klasické mažoretky, které se v dnešní době pyšní velké oblibě. Mažoretka při svém vystoupení nemá na sobě uniformu, ale kostým různých střihů a barev. Při stavbě formace je kladen velký důraz na estetiku samotného vystoupení, techniku těla a náčiní (baton, pompom, …), povinné prvky, flexibilitu a výraz ve tváři. Volba hudby je mnohem rozmanitější než u klasických mažoretek, můžete si vybrat celkově jakoukoliv, která se vám líbí, ale neměla by být nevhodná co se týká textu písně nebo by neměla mít prvky dechovky, která se vyskytují u tradiční mažoretky. Formace se zde dělí podobně jako u tradičních mažoretek a to na: sólo (jednotlivec), duo-trio (dvě až tři závodníci), miniformace (formace stavěna od 4 do 7 závodníků) a velká formace (od 8 do 25 závodníků).
3. Twirling – baton (hůlka) twirling (točení) je sport založený na pohybu a koordinaci spojenou s půvabem a flexibilitou. Baton twirling má nejasnou historii, ale profesionální organizace podporující twirling jako sport existuje už od raných 50. let. Asociace The United States Twirling je největší profesionální organizace pro tento sport. První známky o twirlingu se v České republice objevily díky asociaci NBTA. První soutěž v twirlingu se pak uskutečnila v roce 2007 v podobě samostatné twirlingové disciplíny a o rok později už jako Mistrovství ČR v twirlingu, které je součástí Národního šampionátu. Baton twirling samozřejmě zahrnuje twirling a hůlku, což je vyvážená hůlka obvykle vyrobená z kovu, a na koncích má gumové konce. ale na soutěžní úrovních je mnohem více druhů twirlingových hůlek. Jako gymnastika, krasobruslení, a další sporty kombinující pohyb s půvabem, tak i soutěžní twirling vyžaduje pro získání bodů sestavy, obsahující povinné prvky. Na soutěži se vyžaduje aby twirler točil svisle nebo kolmo k zemi a vodorovně. Stejně tak se vyžaduje určitý počet chytnutí, puštění a prohození hůlky během sestavy. Baton twirling na určitých soutěžních úrovních vyžaduje používání více než jedné hůlky. Twirling je nezbytným prvkem mnoha pochodových defilé kde je možné vidět twirlery nejen jako mažoretky ale také jako „točící“ s předměty jako například pušky, vlajky a dokonce plameny. Choreografie je sice součástí baton twirlingu, ale obecně vzato je souhra nejdůležitější dovedností. Baton twirleři mívají podobné dovednosti jako gymnastky nebo roztleskávačky, ale nemohou se spolehnout jen na dělání kotrmelců a tančení. Často pracují s trenéry, kteří jim pomáhají se naučit a vypilovat chytání hůlky, plynulost pohybu, různé gymnastické prvky (přemety, araby, mosty).

Twirling je populární v mnoha zemích, např. Japonsko, Austrálie, USA, Brazílie, Irsko, Skotsko, Anglie, Francie, Španělsko, Nizozemsko, Itálie, Německo, Slovinsko či Chorvatsko. Většina z těchto zemí soutěží v WBTF. Mnoho jich také soutěží v NBTA Světovém mistrovství, pořádaném v dubnu každé 3 roky. Mistrovství Evropy každoročně pořádá i EFBT (Evropská federace twirlingu).

### Asociace mažoretek a twirlingu
- NBTA – National Baton and Twirling association pořádá národní šampionát České republiky. Sdružuje především příznivce odvětví twirling. Od roku 2007 rozdělila soutěž na kategorie klasická mažoretka a twirling. Na mistrovství Evropy pak je vybrán nejlepší tým z každé kategorie a nejlepší jednotlivci v oblasti twirlingu. Je členem světové asociace WBTF (World baton twirling federation), WFNBTA, IBTF, SMTČR.
- IFMS – International Federation Majorettes Sport pořádá Mistrovství ČR v mažoretkovém sportu "A" a "B". Mistrovství Evropy a Světa. Jako zakladatele mažoretkového sportu považujeme Jiřího Necida po kterém je pojmenována jedna z nejznámějších a nejtradičnějších soutěží, Memoriál Jiřího Necida.
- ČMTF – Česká Mažoretková a Twirlingová Federace pořádá Mistrovství ČR v mažoretkovém sportu "A" a "B". Je členem evropské mažoretkové asociace EMA – European Majorettes Asociation. Sdružuje také příznivce twirlingu – je členem EFBT.
- MAC – "Majorettes Association Czech" - asociace již zanikla
- CMA – Czech Majorettes Association je členem mezinárodní federace MWF (Majorette-sport World Federation). Pořádá zejména soutěže postupové, které jsou zahájeny zpravidla čtyřmi kvalifikačními koly, po kterých následují dvě semifinále – jedno v Čechách a druhé na území Moravy. Posledním kolem je pak finále, odkud mohou soutěžní týmy postoupit na Mistrovství Evropy. Mimo to jsou pořádány také soutěže nepostupové. Týmy mohou soutěžit v sóloformacích i formacích s pomy či batonem a to i v kategorii classic. Mezi další disciplíny patří např. flag (náčiním je vlajka), mix (během jedné sestavy se využívají jak pomy tak baton) nebo twirling (při použití batonu jsou povoleny i gymnastické a akrobatické prvky). Asociace také umožňuje zaregistrovat se podle schopností soutěžících do kategorií hobby nebo profi, díky čemuž se mohou v hobby kategorii na stupních vítězů umístit i závodnice či závodníci, kteří ještě nemají tolik zkušeností, a ještě neumí takové prvky jako soutěžící v kategorii profi. V případě, že však získají srovnatelné množství bodů s profi závodníky, musejí přejít do této vyšší kategorie. Každá asociace má svá pravidla, podle kterých se soutěžící musí řídit. Sestava baton či pom se hodnotí na základě pravidel. Soutěžní číslo musí dodržovat určitá kritéria, kterými jsou například: velikost taneční plochy, což je 12 × 12 m, správný příchod a odchod, délka sestavy a povinné prvky, které se musí v sestavě objevit ať už se jedná o sestavu baton či pom. U obou náčiní se hodnotí i například vizuální stránka soutěžících. U náčiní baton mají soutěžící většinou mažoretkové šaty, podpatky a lodičku nebo klobouček na hlavě. U náčiní pom mají soutěžící většinou spíše kalhoty a nějaké body, nebo top.

Některé instituce pořádají jednokolové nepostupové soutěže. Mezi nejznámější patří např. O Cenu TK Andria v Havířově, O Pohár ze zámku v Kolíně, Majorettes Show v Hulíně nebo Postoloprtský střevíc.

### Soutěžní kategorie
- Minikadetky / littlekadetky (3/4 – 7 let)
- Kadetky (8 – 11 let)
- Juniorky (12 – 14 let)
- Seniorky (15 – 25 let) – u asociace IFMS kategorie dělená na seniorky mladší (15 – 20 let) a seniorky starší (20 – 25 let)
- Grandsenior - rodičovské týmy (26 - bez horního věkového limitu)

U některých mažoretkových asociací je rozhodující, pro zařazení do kategorie, věkový průměr skupiny. Není to ale pravidlem, např. u asociace CMA je rozhodující věk každého člena skupiny, a proto musí mít skupina pouze členy stejné věkové kategorie.
Mažoretky mohou soutěžit v disciplínách sólo, duo-trio, miniformace, minimix, defilé, velká formace a sólo s rekvizitami (twirling). Základním náčiním je hůlka (baton), výjimkou však nejsou ani třásně (pom-pomy), dvě hůlky nebo flag (vlajka) a další rekvizity.  Nově vzniklé kategorie jsou i baton classic nebo pom-pom classic. Tyto kategorie jsou však pouze v asociaci CMA a ČMTF.

## Galerie

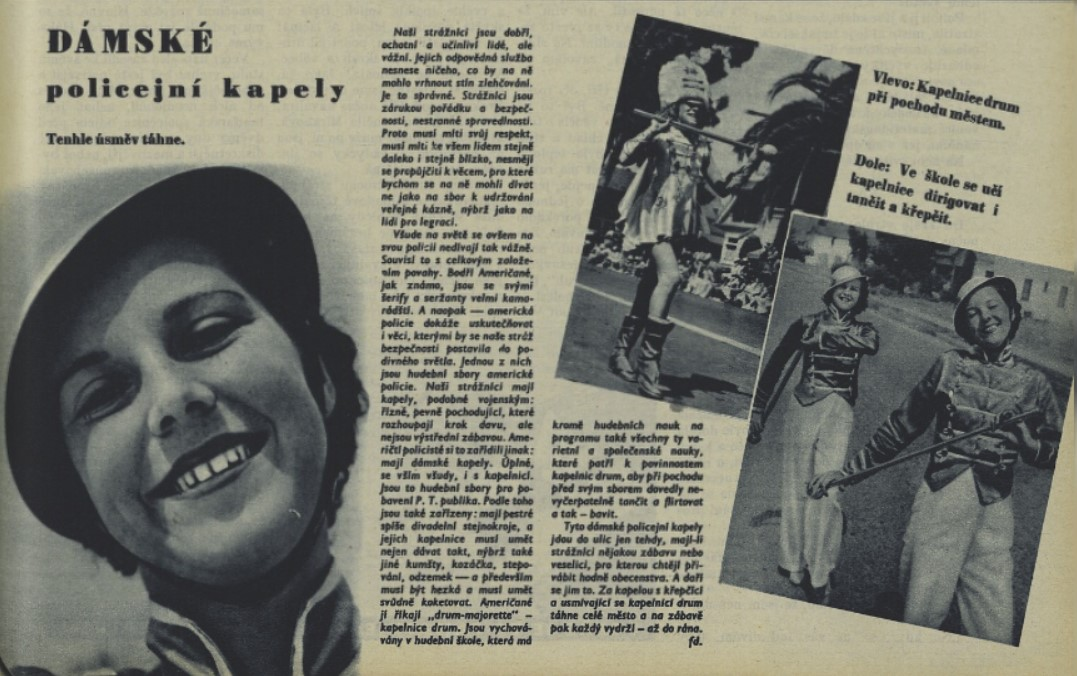
Pražský illustrovaný zpravodaj o policejních mažoretkách v USA (1938)
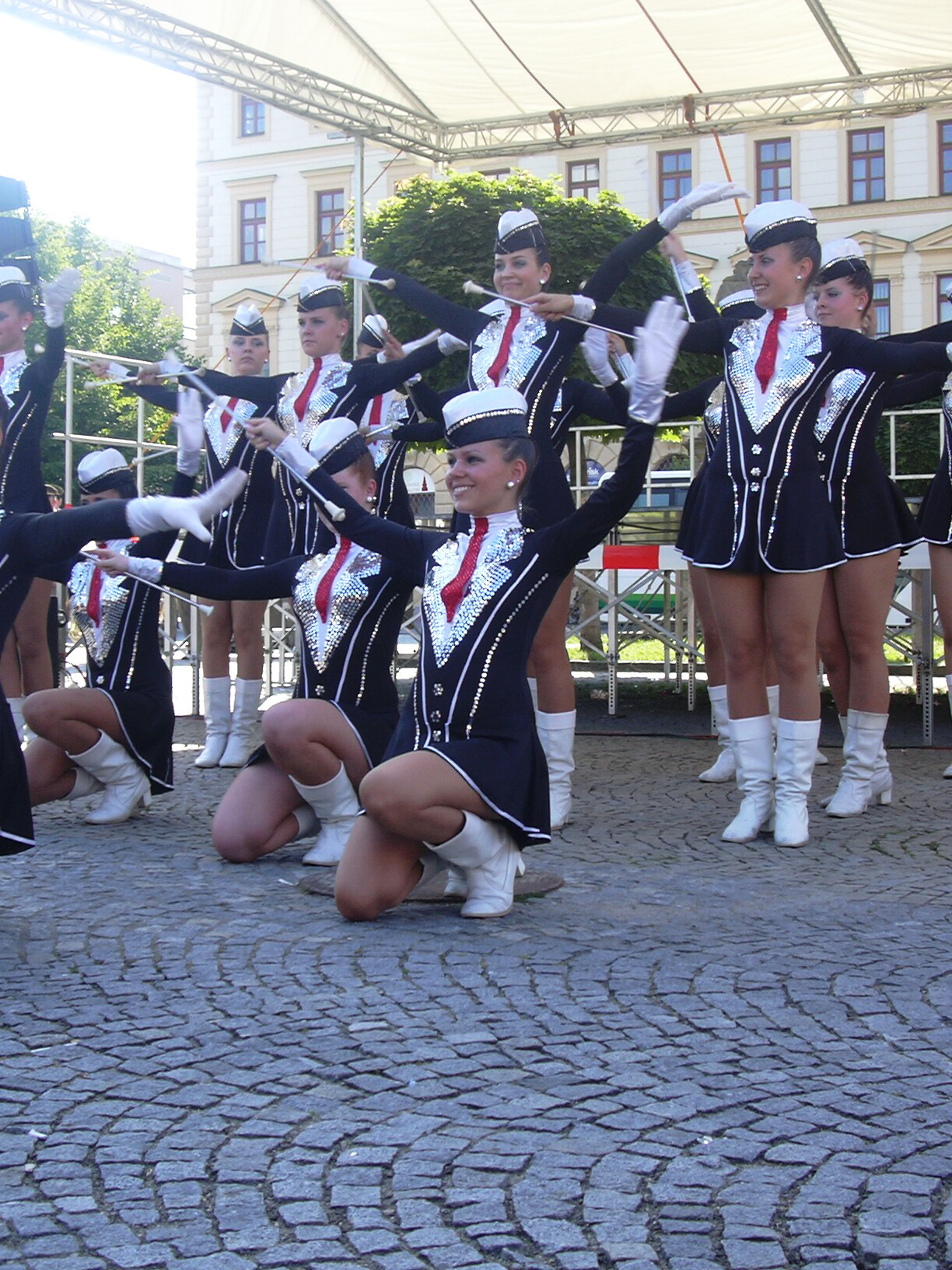
Exhibice mažoretek na náměstí ve Vyškově (2008)
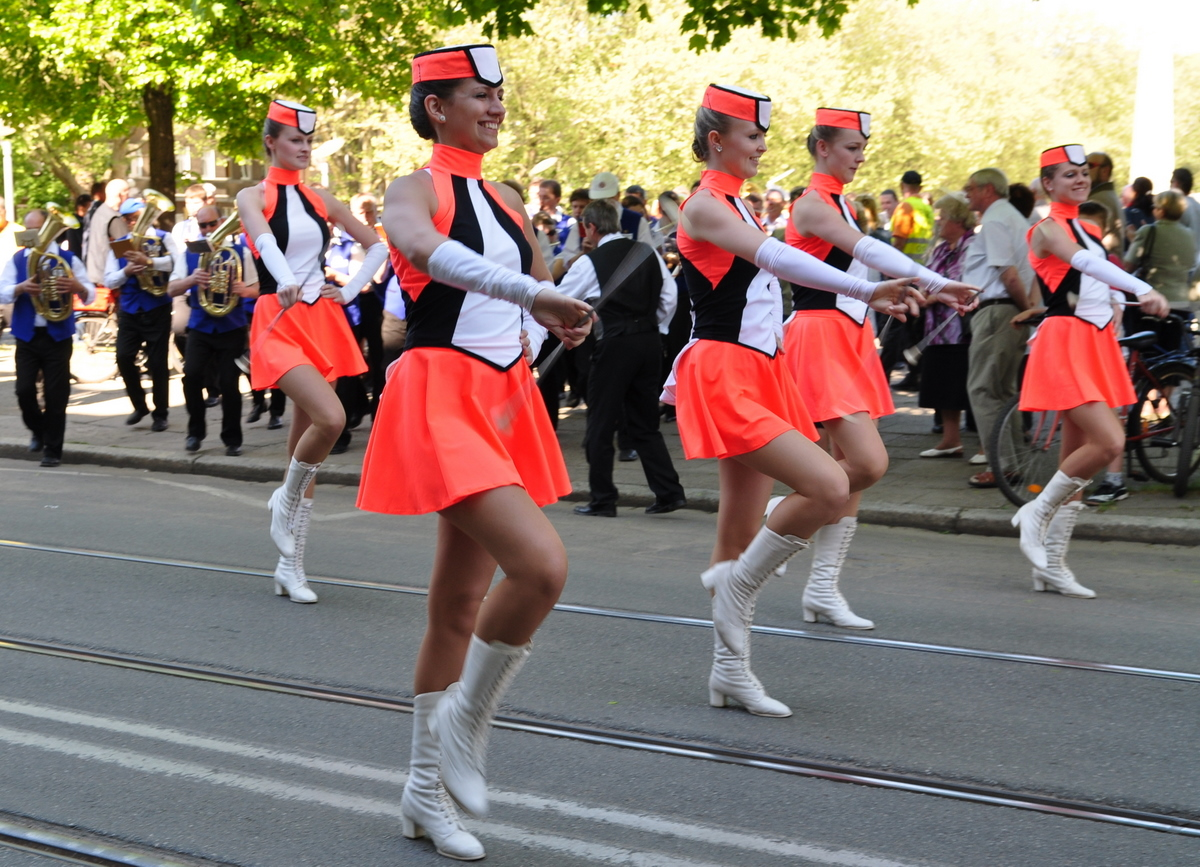
Mažoretky z Kopřivnice (Polsko, 2011)
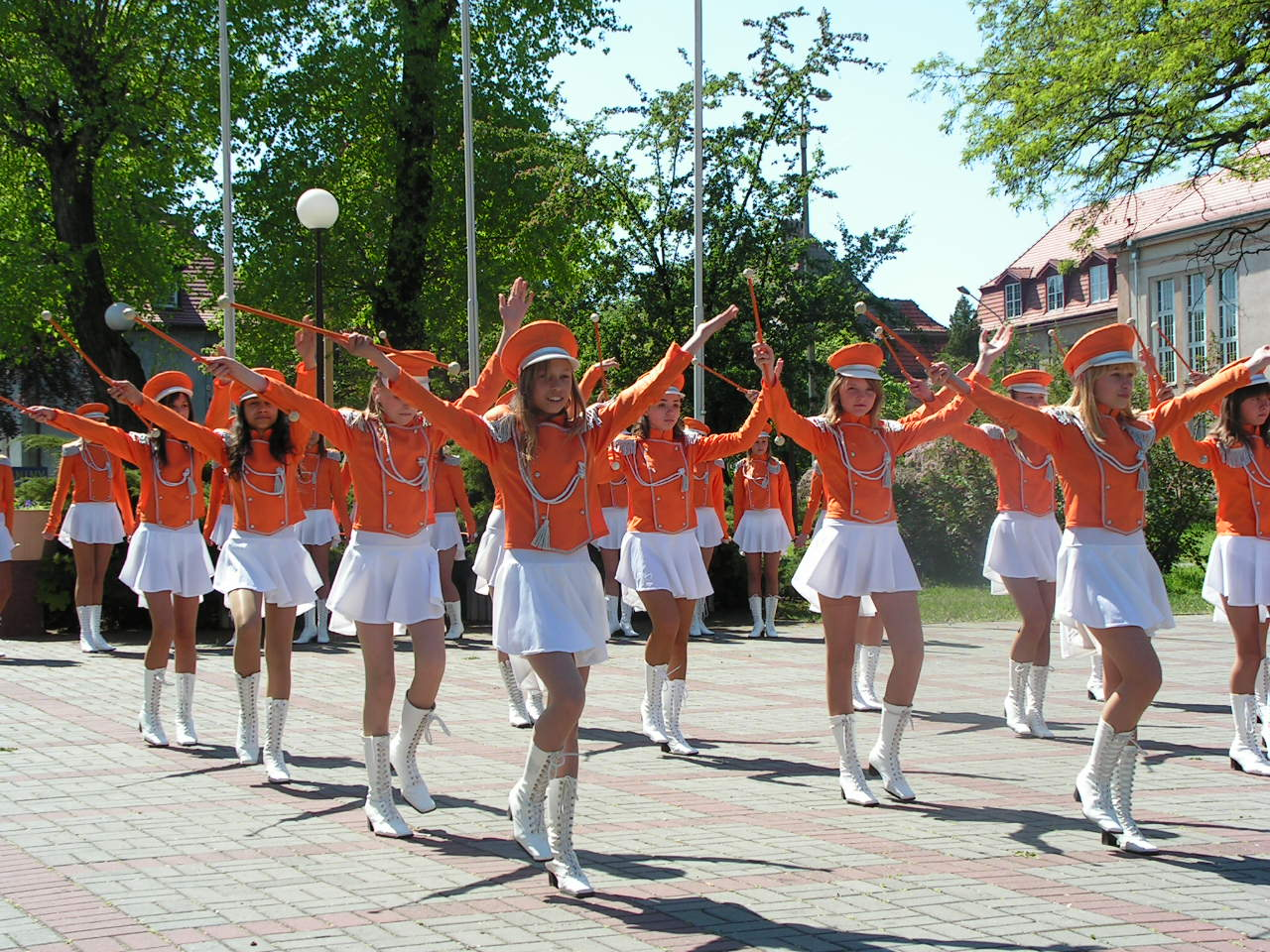
Skupina mažoretek dětského orchestru (Polsko, Głogow, 2007)